# U.D.O.
U.D.O. ist eine deutsche Heavy-Metal-Band, benannt nach deren Sänger Udo Dirkschneider.

## Geschichte

### 1987 bis 1992
Nachdem sich Udo Dirkschneider 1987 von Accept getrennt hatte, rief er seine eigene Band ins Leben. Zusammen mit den beiden ehemaligen Warlock-Musikern Peter Szigeti und Frank Rittel sowie dem ehemaligen Gravestone- und Sinner-Gitarristen Mathias „Don“ Dieth und Thomas Franke präsentiert er bereits kurz nach der Trennung die neue Besetzung. Rittel und Szigetti blieben nicht lange dabei und machten sich nach kurzer Zeit mit Coracko selbstständig. Als Nachfolger stießen Andy Susemihl und Dieter Rubach zu U.D.O.
Das Debütalbum Animal House erschien noch im selben Jahr. Die Songs waren komplett von Udos ehemaliger Band Accept verfasst worden. Nach einer Europa- und einer US-Tour mit Lita Ford und als Support für Guns N’ Roses verließen Rubach und Franke die Band. Für sie kamen Bassist Thomas Smuszynski und der ehemalige Running-Wild-Schlagzeuger Stefan Schwarzmann zur Band. In dieser Besetzung entstand das 1989 veröffentlichte Album Mean Machine. Damit kamen sie erstmals in die deutschen Charts. Auf ihrer Europatour fungierte die Band als Support für Ozzy Osbourne.
Für das dritte Album Faceless World verpflichtete die Band Udos ehemaligen Bandkollegen, Ex-Accept-Schlagzeuger Stefan Kaufmann als Produzenten. Susemihl wurde kurzzeitig durch Wolla Böhm an der Gitarre ersetzt. Bis heute ist Faceless World das meistverkaufte U.D.O.-Album. Kurz nach der Faceless-World-Tour erlitt der stark rauchende Dirkschneider einen Herzanfall. Trotzdem erschien das vierte, wieder von Kaufmann produzierte Album Timebomb ein Jahr später. Die Band löste sich nach der Tour zu dieser Veröffentlichung auf. Schwarzmann und Smuszynski gingen zu Running Wild und Dirkschneider startete ein Comeback mit seiner alten Band Accept. Bis 1996 veröffentlichten Accept drei weitere Studioalben.

### Ab 1996

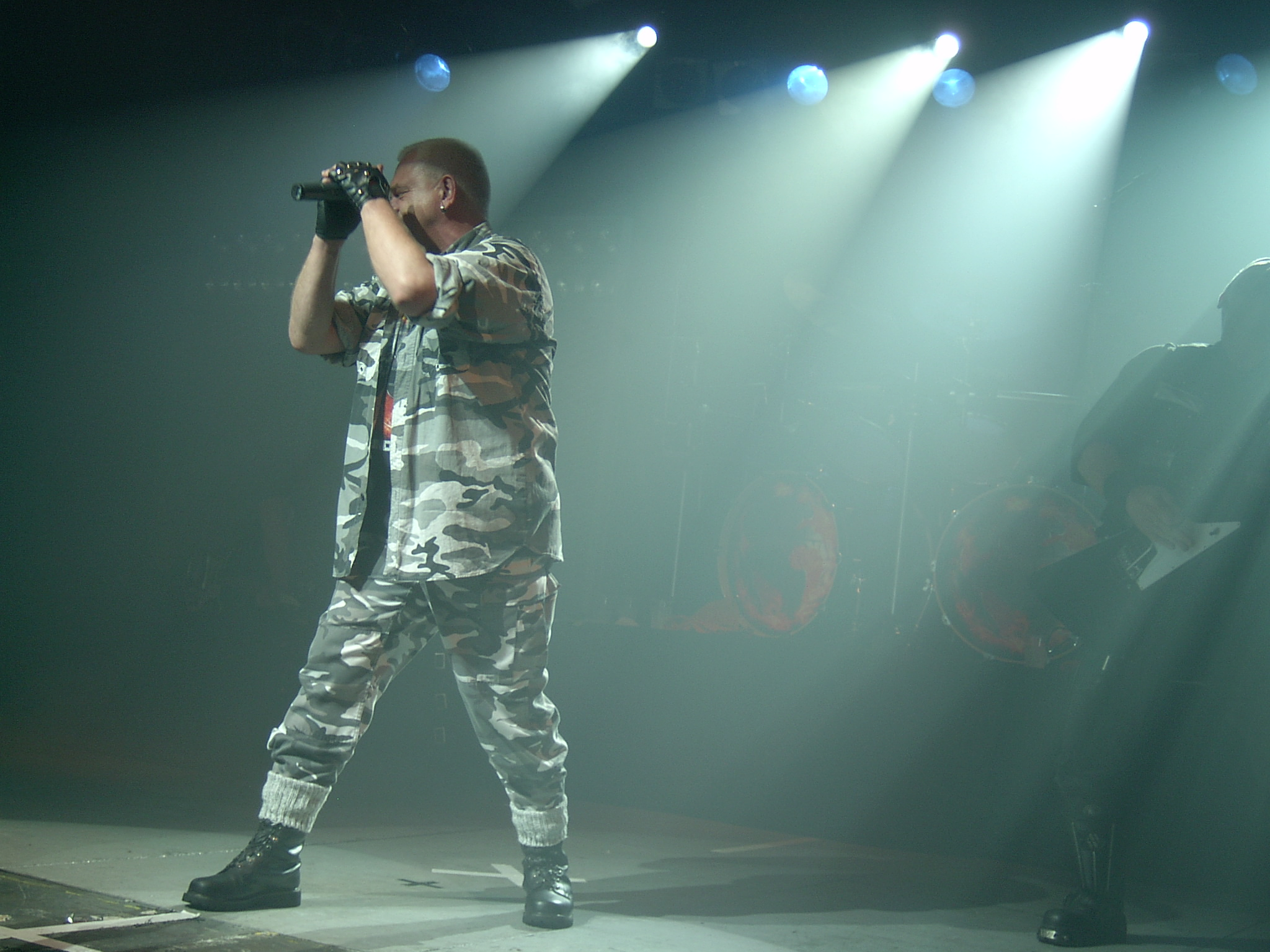
U.D.O. Live 2004 in Deutschland

Nach der erneuten Trennung von Accept 1996 veröffentlichten U.D.O. eine Coverversion des Judas-Priest-Songs Metal Gods für den Tribut-Sampler Legends of Metal. Neben Dirkschneider waren Gitarrist Mathias Dieth als Gast und Schlagzeuger Stefan Schwarzmann wieder mit von der Partie. Ergänzt wurde die Band durch den Casanova-Bassisten Michael Voss und Rhythmusgitarrist Stefan Kaufmann.
Das Comeback folgte 1997 mit dem Album Solid. Dieth stand ohnehin nicht mehr zur Verfügung und auch Voss machte für den Gitarristen Jürgen Graf und den Bassisten Fitty Wienhold Platz. Eine Europatour mit Random, Blackshine und M-Force folgte im Herbst desselben Jahres. 1998 erschien mit No Limits ein weiteres Album der Band. Mit dem Song I'm a Rebel enthält das Album eine Neuaufnahme eines alten Accept-Klassikers. Als neuer Gitarrist stieg für Jürgen Graf der ehemalige Gotthard-Tourgitarrist Igor Gianola ein. Drummer Stefan Schwarzmann verließ die Band und wurde durch Lorenzo Milani ersetzt. 1999 erschien HOLY.
Im Jahr 2000 tourten U.D.O. mit Saxon durch die USA. Nach dem Livealbum Live from Russia machte sich die Band an die Arbeiten zu Man and Machine, das mit dem Song Dancing with an Angel ein Duett mit Doro Pesch enthält.
2011 veröffentlichten U.D.O. ein neues Album mit dem Titel Rev-Raptor. Es erschien am 20. Mai 2011 bei AFM Records. Die erste Single-Auskopplung Leatherhead wurde am 8. April 2011 veröffentlicht.
Am 13. September 2012 verkündete die Band, dass Stefan Kaufmann aus gesundheitlichen Gründen die Band verlassen muss. U.D.O absolvierte 2012 eine Tour durch Russland.

### Ab 2013
Im Januar 2013 wurde der russische Gitarrist Andrey Smirnov als Ersatz von Kaufmann bekannt gegeben, zwei Wochen später verließ auch der zweite Gitarrist Igor Gianola die Band und der Finne Kasperi Heikkinen kam zu U.D.O. Mit ihnen nahm die Band ihr vierzehntes Studioalbum Steelhammer auf, dem ein Jahr später auch eine Live-Version folgte, die U.D.O. bei einem Auftritt in Moskau zeigte. Kurz nachdem die Band ihr nächstes Album Decadent für 2015 angekündigt hatte, wurde am 23. Dezember 2014 bekannt gegeben, dass Drummer Francesco Jovino die Band aus persönlichen Gründen verlassen habe. Er wurde durch Udo Dirkschneiders Sohn Sven ersetzt. Auch verließ Kasperi Heikkinen die Band, der durch Bill Hudson ersetzt wurde. Hudson wiederum verließ die Band bereits nach einem Jahr wieder. Stefan Kaufmann ist seit Juni 2018 nach Hudsons Ausstieg für die Sommer Festivals als Gitarrist wieder dabei.
Während der Pressekonferenz auf dem Wacken Open Air 2015 gab Udo Dirkschneider bekannt, dass er das Kapitel Accept zu den Akten legen und auch live keine Accept-Songs mehr spielen würde. Hiervon machte er in Zukunft aber noch mehrere Ausnahmen. So spielte er unter dem Projektnamen Dirkschneider weiterhin Accept-Songs live. 2020 wurde die Nachfrage groß, auch mit U.D.O. wieder Accept-Klassiker mit in die Setlist zu nehmen. Daher machten U.D.O. später wieder Ausnahmen, zuletzt für die Aufzeichnung des Pandemie-Konzerts 2020 in Plovdiv während der Corona-Pandemie.
2018 veröffentlichten U.D.O. ihr sechzehntes Album Steelfactory mit anschließender Worldtour. Auf den kurzzeitigen Einsatz von Stefan Kaufmann folgte der Gitarrist Fabian „Dee“ Dammers als neues Bandmitglied. Fitty Wienhold verließ nach 22 Jahren die Band im August 2018 und wurde durch den Bassisten Tilen Hudrap ersetzt. 2020 veröffentlichten sie We Are One zusammen mit dem Musikkorps der Bundeswehr.
Am 19. März 2021 wurde das sechste Live-Album Live In Bulgaria 2020 - Pandemic Survival Show veröffentlicht, das am 18. September 2020 vor 2500 Fans in Plovdiv live aufgenommen wurde. Das siebzehnte Studioalbum Game Over wurde am 22. Oktober 2021 veröffentlicht.
Im September 2022 verletzte sich der Bassist Tilen Hudrap in München bei einem Auftritt während der Game Over Welttournee. Der ehemalige Accept-Bassist Peter Baltes sprang als Aushilfsmitglied ein. Hudrap gab kurz darauf seinen Ausstieg aus der Band bekannt. Im April 2023 wurde Baltes als neuer Bassist der Band bekannt gegeben. Das achtzehnte Studioalbum Touchdown wurde am 25. August 2023 veröffentlicht.

## Diskografie

### Studioalben
| Jahr | Titel Musiklabel                | Höchstplatzierung, Gesamtwochen, AuszeichnungChartplatzierungen (Jahr, Titel, Musiklabel, Platzierungen, Wochen, Auszeichnungen, Anmerkungen) | Höchstplatzierung, Gesamtwochen, AuszeichnungChartplatzierungen (Jahr, Titel, Musiklabel, Platzierungen, Wochen, Auszeichnungen, Anmerkungen) | Höchstplatzierung, Gesamtwochen, AuszeichnungChartplatzierungen (Jahr, Titel, Musiklabel, Platzierungen, Wochen, Auszeichnungen, Anmerkungen) | Anmerkungen                                                           |
| Jahr | Titel Musiklabel                | DE | AT | CH | Anmerkungen                                                           |
| ---- | ------------------------------- | --- | --- | --- | --------------------------------------------------------------------- |
| 1987 | Animal House RCA Records        | — | — | — | Erstveröffentlichung: 21. November 1987                               |
| 1989 | Mean Machine RCA Records        | DE31 (5 Wo.)DE | — | — | Erstveröffentlichung: 21. April 1989                                  |
| 1990 | Faceless World RCA Records      | DE52 (8 Wo.)DE | — | — | Erstveröffentlichung: 1990                                            |
| 1991 | Timebomb RCA Records            | — | — | — | Erstveröffentlichung: 21. Mai 1991                                    |
| 1997 | Solid Gun Records               | — | — | — | Erstveröffentlichung: 24. März 1997                                   |
| 1998 | No Limits Gun Records           | DE90 (1 Wo.)DE | — | — | Erstveröffentlichung: 22. April 1998                                  |
| 1999 | Holy Nuclear Blast              | DE96 (1 Wo.)DE | — | — | Erstveröffentlichung: 1999                                            |
| 2002 | Man and Machine Breaker Records | DE71 (1 Wo.)DE | — | — | Erstveröffentlichung: 11. Juni 2002                                   |
| 2004 | Thunderball AFM Records         | DE83 (1 Wo.)DE | — | — | Erstveröffentlichung: 26. Oktober 2004                                |
| 2005 | Mission No. X AFM Records       | DE92 (1 Wo.)DE | — | — | Erstveröffentlichung: 4. Oktober 2005                                 |
| 2007 | Mastercutor AFM Records         | DE39 (2 Wo.)DE | — | — | Erstveröffentlichung: 18. Mai 2007                                    |
| 2009 | Dominator AFM Records           | DE27 (3 Wo.)DE | — | CH100 (1 Wo.)CH | Erstveröffentlichung: 21. August 2009                                 |
| 2011 | Rev-Raptor AFM Records          | DE20 (2 Wo.)DE | — | CH57 (1 Wo.)CH | Erstveröffentlichung: 20. Mai 2011                                    |
| 2013 | Steelhammer AFM Records         | DE21 (3 Wo.)DE | — | CH79 (1 Wo.)CH | Erstveröffentlichung: 24. Mai 2013                                    |
| 2015 | Decadent AFM Records            | DE16 (2 Wo.)DE | — | CH48 (1 Wo.)CH | Erstveröffentlichung: 23. Januar 2015                                 |
| 2018 | Steelfactory AFM Records        | DE7 (4 Wo.)DE | AT23 (1 Wo.)AT | CH24 (5 Wo.)CH | Erstveröffentlichung: 31. August 2018                                 |
| 2020 | We Are One AFM Records          | DE8 (3 Wo.)DE | — | CH19 (1 Wo.)CH | Erstveröffentlichung: 17. Juli 2020 mit dem Musikkorps der Bundeswehr |
| 2021 | Game Over AFM Records           | DE13 (3 Wo.)DE | AT39 (1 Wo.)AT | CH16 (2 Wo.)CH | Erstveröffentlichung: 22. Oktober 2021                                |
| 2023 | Touchdown Atomic Fire           | DE4 (3 Wo.)DE | AT33 (1 Wo.)AT | CH8 (1 Wo.)CH | Erstveröffentlichung: 25. August 2023                                 |

### Livealben
| Jahr | Titel Musiklabel                                           | Höchstplatzierung, Gesamtwochen, AuszeichnungChartplatzierungen (Jahr, Titel, Musiklabel, Platzierungen, Wochen, Auszeichnungen, Anmerkungen) | Höchstplatzierung, Gesamtwochen, AuszeichnungChartplatzierungen (Jahr, Titel, Musiklabel, Platzierungen, Wochen, Auszeichnungen, Anmerkungen) | Anmerkungen                                                          |
| Jahr | Titel Musiklabel                                           | DE | CH | Anmerkungen                                                          |
| ---- | ---------------------------------------------------------- | --- | --- | -------------------------------------------------------------------- |
| 2003 | Nailed to Metal – The Missing Tracks AFM Records           | DE100 (1 Wo.)DE | — | Erstveröffentlichung: 25. August 2003                                |
| 2012 | Live in Sofia AFM Records                                  | DE75 (1 Wo.)DE | — | Erstveröffentlichung: 9. November 2012                               |
| 2014 | Steelhammer – Live from Moscow AFM Records                 | DE60 (1 Wo.)DE | — | Erstveröffentlichung: 23. Mai 2014                                   |
| 2015 | Navy Metal Night AFM Records                               | DE31 (3 Wo.)DE | — | Erstveröffentlichung: 31. Juli 2015 mit dem Marinemusikkorps Nordsee |
| 2021 | Live in Bulgaria 2020 – Pandemic Survival Show AFM Records | DE9 (1 Wo.)DE | CH54 (1 Wo.)CH | Erstveröffentlichung: 19. März 2021                                  |

Weitere Livealben
- 2001: Live from Russia
- 2008: Mastercutor Alive

### Kompilationen
| Jahr | Titel                                | Höchstplatzierung, Gesamtwochen, AuszeichnungChartplatzierungen (Jahr, Titel, Platzierungen, Wochen, Auszeichnungen, Anmerkungen) | Höchstplatzierung, Gesamtwochen, AuszeichnungChartplatzierungen (Jahr, Titel, Platzierungen, Wochen, Auszeichnungen, Anmerkungen) | Anmerkungen                             |
| Jahr | Titel                                | DE | CH | Anmerkungen                             |
| ---- | ------------------------------------ | --- | --- | --------------------------------------- |
| 2012 | Celebrator – Rare Tracks AFM Records | DE73 (1 Wo.)DE | — | Erstveröffentlichung: 4. Mai 2012       |
| 2022 | The Legacy AFM Records               | DE73 (1 Wo.)DE | CH66 (1 Wo.)CH | Erstveröffentlichung: 18. November 2022 |

Weitere Kompilationen
- 1999: Best of
- 2007: Metallized - 20 Years of Metal
- 2010: Best of & Live
- 2013: Best of

### EPs
| Jahr | Titel            | Höchstplatzierung, Gesamtwochen, AuszeichnungChartsChartplatzierungen (Jahr, Titel, Platzierungen, Wochen, Auszeichnungen, Anmerkungen) | Anmerkungen                         |
| Jahr | Titel            | DE | Anmerkungen                         |
| ---- | ---------------- | --- | ----------------------------------- |
| 2005 | 24/7 AFM Records | DE82 (1 Wo.)DE | Erstveröffentlichung: 27. Juni 2005 |

Weitere EPs
- 2007: The Wrong Side of Midnight
- 2009: Infected
- 2011: Leatherhead

### Singles
- 1988: They Want War
- 1990: Heart of Gold
- 1997: Two Faced Woman
- 1999: Love Machine
- 2013: Metal Machine
- 2018: Rising High
- 2018: One Heart One Soul
- 2018: Make the Move
- 2020: We Are One
- 2020: Neon Diamond
- 2023: Forever Free

### Videoalben
- 2003: Nailed to Metal
- 2004: Thundervision
- 2008: Mastercutor Alive
- 2012: Live in Sofia
- 2014: Steelhammer - Live in Moscow
- 2015: Navy Metal Night
- 2016: Back to the Roots (als Dirkschneider)